# TV Brombach
Der Turnverein Brombach 1882 e. V. ist ein Sportverein aus der baden-württembergischen Stadt Lörrach. Er wurde 1882 im Dorf Brombach gegründet, das 1975 eingemeindet wurde. Der Verein bietet die Sportarten Handball, Leichtathletik, Tischtennis und Turnen an.

## Handball
Überregional bekannt ist der TV Brombach durch seine Handballabteilung, deren erste Frauenmannschaft 2016 den zweiten Platz in der Handball-Oberliga Baden-Württemberg erreichte und damit in die 3. Liga aufstieg, wo sie die Saison 2016/17 auf dem vorletzten Tabellenplatz der Südstaffel abschlossen, was den sofortigen Wiederabstieg zur Folge hatte.

## Geschichte
Der TV Brombach wurde am 18. Mai 1882 im Lörracher Gasthaus „Zum Wilden Mann“ gegründet. Bereits im Jahr darauf zählte der Verein 18 aktive und 49 passive Mitglieder und berechnete einen Monatsbeitrag von 20 Pfennigen. Aufgrund mangelnder Sportstätten musste der Verein im Winter im „Wilden Mann“ üben, da aufgrund des Wetters der Sport im freien nicht mehr möglich war. Die erste Sporthalle wurde von 1903 bis 1905 eigenständig erbaut.
Aufgrund des Ersten Weltkrieges mussten zwischen 1915 und 1919 die Aktivitäten des Vereins wegen eingezogenen Mitgliedern eingestellt werden. Durch die NS-Zeit und dem damit verbundenen Gleichschaltungsgesetz wurde der Verein im Januar 1936 aufgelöst. Aufgrund der französischen Besatzern konnte der Sportbetrieb nach dem Krieg aufgrund eines Verbots nicht wiederhergestellt werden. Schlussendlich wurde im Jahr 1946 jedoch eine Genehmigung für einen Sportverein errungen, sodass der TV Brombach, der FV Brombach und der Arbeiter-Turnverein Brombach-Hauingen gemeinsam als Allsportverein „Sportfreunde“ angemeldet wurde.
Nach der Aufhebung des Gründungsverbots von Turnvereinen wurde am 29. Dezember 1949 das alte Vereinsrecht wiederhergestellt.